# Ratpenat nasofoliat de Kangean
El ratpenat nasofoliat de Kangean (Hipposideros macrobullatus) és una espècie de ratpenat de la família dels hiposidèrids. Viu a Indonèsia. El seu hàbitat natural és en coves i oquedades arbòries. No hi ha cap amenaça significativa per a la supervivència d'aquesta espècie, tot i que està afectada per la pèrdua d'hàbitat i la pertorbació humana.